# ABS Television
ABS Television est une chaîne de télévision généraliste publique d'Antigua-et-Barbuda.

## Histoire de la chaîne
En juillet 2000, pour célébrer le premier anniversaire de l'enterrement de Sir Vere C. Bird, CMatt Communications, avec Antigua Computer Technology Ltd., commence la diffusion de ABS Television Live en streaming sur Internet. Comme ABS Radio Live, la chaîne est accessible tous les jours 24h/24 depuis n'importe où dans le monde.

## Programmes
- Good Morning Antigua and Barbuda :  cette émission matinale est l'une des plus regardées à Antigua-et-Barbuda. Elle a débuté le 4 décembre 2004 avec, comme animateur, Dave Lester Payne, Brucella Marsh et Eldean Eudelle.
- ABS evening news : journal télévisé du soir diffusé chaque jour de 19h à 20h.
- Hors des programmes de la chaîne, BBC World News est diffusé

## Diffusion
ABS Television est diffusée en analogique et en streaming sur Internet.